# Clematis australis
Clematis australis är en ranunkelväxtart som beskrevs av Thomas Kirk.
Clematis australis ingår i släktet klematisar och familjen ranunkelväxter. Utöver nominatformen finns också underarten Clematis australis rutifolia.